# Jens Öhling
Jens Öhling (né le 3 avril 1962 à Nacka en Suède) est un joueur professionnel de hockey sur glace qui évolue à la position d'ailier gauche.

## Biographie

### Carrière en club
Il commence sa carrière dans l'Elitserien en 1980 avec le Djurgården Hockey. Il remporte le Trophée Le Mat 1983, 1989, 1990, 1991. Il met un terme à sa carrière de joueur en 1998 après une saison au Södertälje SK.

### Carrière internationale
Il représente la Suède au niveau international.